# Piedras
Piedras è un comune della Colombia facente parte del dipartimento di Tolima. 
L'origine dell'abitato risale ad un insediamento degli indigeni Itandaimas e Doimas certamente esistente nel 1552.